# Igor Antón
Igor Antón Hernández (Galdácano, Vizcaya, 2 de marzo de 1983) es un ciclista español, ganador entre otras de una etapa de la Vuelta a España 2006, dos de la Vuelta a España 2010 donde además fue líder durante varias jornadas, una del Giro de Italia 2011 y una de la Vuelta a España 2011. Debutó como profesional en 2005 en las filas del equipo Euskaltel-Euskadi, hasta que en 2013 firmó contrato con el Movistar de Eusebio Unzué. Es también conocido con el apodo Fuji debido a que en su infancia tuvo una bicicleta de esa por entonces poco conocida marca.
Sobresalía en los finales montañosos al ser un ciclista escalador, pero por el contrario tenía mayores dificultades en las etapas llanas. Tras sus buenos primeros años como profesional, fue considerado una de las grandes promesas del ciclismo vasco. Sin embargo sus malas actuaciones en momentos clave, incluyendo una caída en la Vuelta a España 2008 cuando aspiraba a entrar en el pódium, hicieron que no pudiera conseguir grandes victorias más allá de las etapas ganadas en la Vuelta a España y en el Giro de Italia.
Tras la penúltima etapa de la Vuelta a España 2018 anunció que al término de la misma pondría punto final a su trayectoria deportiva.

## Trayectoria deportiva

### Inicios en el ciclismo
Su primera bicicleta, una bicicleta de montaña, le llegó con seis años aunque empezó a practicar el ciclismo de competición con nueve años en la Escuela de Ciclismo de Galdácano, donde estuvo ocho años. También era aficionado a la pelota vasca, pero finalmente se decidió por el ciclismo.

### Ciclismo júnior, juvenil y amateur
Con 17 años entró en la estructura del Olarra-Consultec, que pasó a llamarse luego Orbea-Olarra (posteriormente Orbea y equipo de cantera del Euskaltel-Euskadi). Su emergente trayectoria despuntó en sus dos años júnior, en los que sumó trece victorias. Fue en su paso por dicha categoría cuando decidió que iba a ser ciclista, pues finalizó quinto en la Vuelta Internacional al Besaya (única carrera de júnior en España de carácter internacional) con la selección de Euskadi de la categoría. En sus tres años en la categoría sub-23 (desde el año 2002 a 2004) obtuvo varios buenos resultados con siete victorias totales, en los que destacan el segundo puesto en el Trofeo Lehendakari y el campeonato de Vizcaya sub-23 de contrarreloj de 2003 y una etapa en la Vuelta a Lérida en 2004.

### Ciclismo profesional

#### Comienzos en el profesionalismo

##### 2004: debut
En septiembre de 2004 debutó como profesional a prueba (stagiaire) con el equipo Euskaltel-Euskadi en el Tour del Porvenir, donde finalizó en el puesto 48. Posteriormente disputó el Mundial de la categoría sub-23, y finalmente le llegó la confirmación de que el equipo vasco le iba a hacer contrato profesional para las siguientes dos temporadas.

##### 2005
Con solo unos pocos meses como profesional causó muy buena sensación en la primera parte de la temporada. En el Tour de Romandía fue el primer corredor del equipo en la clasificación general, dejándose ver en la etapa reina. Poco después, en el Giro de Italia al que acudió a última hora por enfermedad de Joseba Zubeldia, realizó un sorprendente ataque rebasando a Paolo Bettini en el Alto de Santa Tecla, cuando todos los clasicómanos estaban lanzando la carrera en busca de la victoria. Además, también estuvo durante unos kilómetros en el grupo cabecero en la etapa reina a su paso por el Finestre ayudando posteriormente a su jefe de filas Samuel Sánchez y siendo el segundo del equipo en aquella durísima etapa.
Por ese debut con solo 22 años en una prueba tan exigente, en un principio, los directores del equipo le llevaron con la intención de aguantar unos pocos días, aunque finalmente los técnicos se replantearon la situación y le dejaron que pudiese finalizar la carrera, pudiendo disputar la etapa reina. Además, las circunstancias de la participación del equipo Euskaltel-Euskadi en el Giro fueron especiales, ya que era la primera vez en la historia que participaba en la ronda italiana, por obligación del ProTour, por lo que ni los corredores ni los directores tenían ninguna experiencia previa de cómo afrontar la carrera italiana.
Durante el resto de la temporada Igor no consiguió ninguna otra actuación destacable.

#### 2006: primera victoria en la Vuelta
En 2006 Igor Antón no tenía previsto acudir a ninguna Gran Vuelta aunque entró en los reservas del Tour de Francia y finalmente entró en el equipo de la Vuelta a España donde ganó una etapa; concretamente la etapa con final en el alto de Calar Alto, logrando así su primera victoria en una de las "tres grandes por etapas" a la edad de 23 años. La victoria llegó tras atacar dos veces: en la primera ocasión fue alcanzado por Alexandre Vinokourov y Alejandro Valverde, y después, aprovechándose de la vigilancia en el grupo de favoritos (formado por los dos anteriormente mencionados, Samuel Sánchez, Carlos Sastre y él mismo), lo intentó una segunda vez pudiendo llegar a meta en solitario. Unas etapas antes ya había destacado en el Alto del Castillo en Cuenca, coronando entre los cinco primeros en una etapa en la que, tras un reagrupamiento, Samuel Sánchez obtuvo la victoria atacando en la bajada. Antón finalizó decimoquinto en la clasificación general de la Vuelta.
El corredor redondeó su buen final de temporada en la Escalada a Montjuic, donde se hizo con el triunfo gracias a la victoria lograda en la etapa contrarreloj. Otros puestos destacables los obtuvo en las clásicas montañosas de Alcobendas (quinto) y Urkiola (tercero tras haber impuesto un exigente ritmo para que ganase su jefe de filas Iban Mayo). Gracias a esos buenos resultados a lo largo de la temporada renovó con el equipo dos temporadas más.

#### 2007
A principios de 2007 no logró victorias, aunque se dejó ver en carreras como Vuelta a Castilla y León (cuarto) y clásicas como G. P. Miguel Induráin y Clásica de Primavera, entrando en estas dos últimas entre los diez primeros. En mayo logró la victoria en una lluviosa etapa del Tour de Romandía en la que no lo tuvo fácil, ya que después de atacar se le unieron Thomas Dekker, John Gadret y Chris Horner, a quienes venció en el sprint del cuarteto, Antón terminó séptimo en la clasificación general. Después fue segundo en la clasificación general del G. P. Paredes Rota dos Móveis.

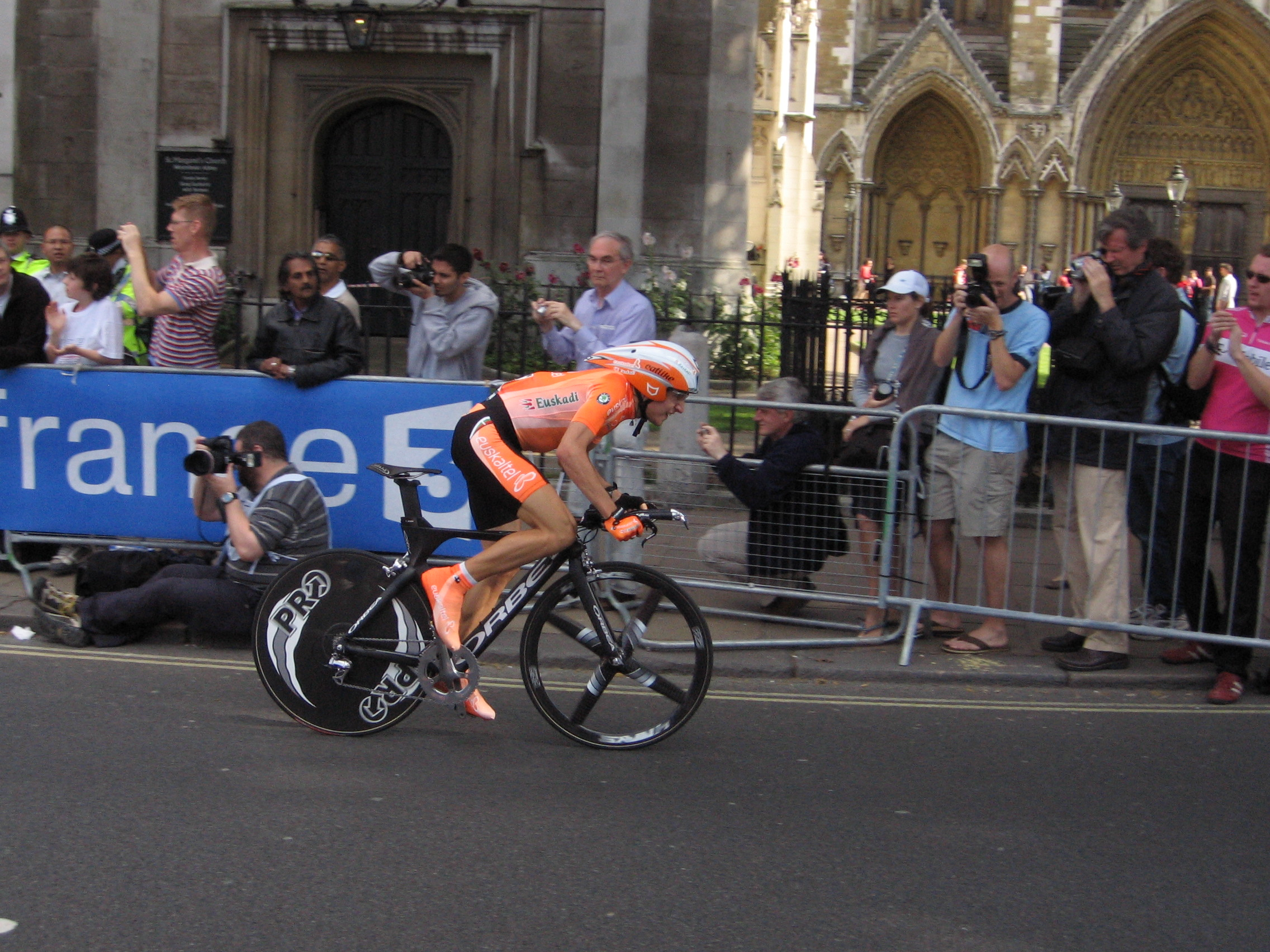
Igor Antón en el prólogo de Londres del Tour de Francia 2007.

Antes de debutar en el Tour de Francia renovó hasta 2010, pero tuvo un amargo debut en esa carrera. Así, aunque logró escaparse del pelotón (aunque sin llegar a contactar con la cabeza de carrera) en la octava etapa con final en Le Grand Bornand, la primera etapa de montaña de esa edición, finalmente decidió retirarse por falta de fuerzas en la decimoprimera etapa. En la Vuelta a España realizó un buen papel ayudando a su amigo y jefe de filas Samuel Sánchez, ayudando así a que este lograra subir al podio de la clasificación general; Igor Antón entró en el top 10 de la clasificación general, al finalizar octavo.

#### 2008
En 2008 no tuvo un buen inicio debido a unas molestias en sus dos talones de Aquiles, dañados en la París-Niza, que le impidieron rendir a un buen nivel en su primer objetivo de la temporada: la Vuelta al País Vasco. Dos meses después, ya recuperado, logró un segundo puesto en la clasificación general de la Bicicleta Vasca, que no obstante supo a derrota porque se desfondó cuando prácticamente la tenía ganada: su renta era de unos 10 segundos sobre su perseguidor Eros Capecchi una vez superado el alto de Usartza, a solo 1.500 metros de la meta de la etapa final de la carrera, pero Capecchi le alcanzó y le superó llegando Igor 7 segundos por detrás del italiano.
Poco después consiguió una victoria de etapa en la Vuelta a Suiza tras atacar dentro del último kilómetro y de nuevo bajo unas adversas condiciones climatológicas, victoria que le supuso vestir el maillot amarillo de líder durante tres días, hasta que se lo arrebató Kim Kirchen en otra etapa con final en alto. Antón terminó tercero en la clasificación general, subiendo al podio final de Berna.
No participó en el Tour de Francia para preparar la Vuelta a España, a la que acudió como jefe de filas del equipo. Tras perder poco tiempo en la contrarreloj de Ciudad Real (ya que era el peor día para sus características de escalador), concretamente 2'35" respecto al ganador Levi Leipheimer, estuvo con los favoritos en las etapas pirenaicas: fue cuarto en la etapa en la que llegó en cabeza el trío formado por Contador, Valverde y él mismo (ganando Valverde el sprint del grupo). Antón se situó así sexto en la clasificación general provisional, pero el día de la etapa reina de esa Vuelta a España sufrió una caída en el puerto previo al Angliru (El Cordal), fracturándose la clavícula y el trocánter, que le obligó a abandonar la carrera. El suceso puso fin a su temporada debido a una larga recuperación que le obligó a estar dos meses sin poder andar y teniendo que hacer pruebas para volver a pedalear de forma similar con ambas piernas. Por ese motivo no tuvo opciones de entrar en el "9" español del Mundial de Varese, para el que había sido preseleccionado.

#### 2009
Tras recuperarse de la lesión preparó el año para disputar el Tour de Francia y posiblemente la Vuelta a España, por lo que afrontó una primera parte de la temporada con pocas carreras y poco protagonismo en ellas. A destacar solamente lo activo que se mostró en su primera carrera de la temporada, la Clásica de Amorebieta (para la que se inscribió a última hora), cogiendo varias fugas y siendo segundo en la clasificación de la montaña. Aproximándose a las fechas del comienzo de la Grande Boucle, comenzó a aparecer en carreras importantes, como la Dauphiné Libéré y el Campeonato de España en Ruta, en este último con un quinto puesto en el final montañoso de El Soplao.
A pesar de esa buena aproximación, tuvo un discreto Tour, en el que sólo se le vio tímidamente en las últimas etapas de montaña, sobre todo en la 16.ª etapa (segunda jornada alpina) en la que entró en la fuga junto a sus compañeros de equipo Gorka Verdugo y Astarloza (ganador en primera instancia, y de quien posteriormente se supo que había dado positivo por EPO en un control antidopaje previo), en esa jornada Antón atacó una vez en el último puerto, aunque sin demasiadas fuerzas. Pese a no destacar en el Tour, sólo seis días después de acabarlo logró imponerse en la Subida a Urkiola; Igor reconoció que ganar en el Santuario era un sueño por su especial relación con dicho puerto.
Poco después de la victoria en Urkiola se confirmó que correría la Vuelta a España, no de líder del equipo como en la edición pasada sino de gregario de lujo de Samuel Sánchez, aunque sin descartar aprovechar oportunidades de lucimiento personal. Pese a esas expectativas de poder tener protagonismo en la carrera solo tuvo una actuación un poco mejor que la que la del Tour con lo que en ningún momento tuvo opciones de victoria. A nivel individual como mejor puesto fue quinto en la etapa con final en Ávila tras coger la escapada que llegó a meta. A nivel colectivo ayudó a Samuel en los primeros kilómetros de algunos puertos, sobre todo en Sierra Nevada. Por ello tampoco entró en el "9" español que disputó el Campeonato del Mundo a pesar de que, al igual que el año pasado, también estuviera preseleccionado.

#### 2010: de vuelta a los buenos resultados y a la mala suerte

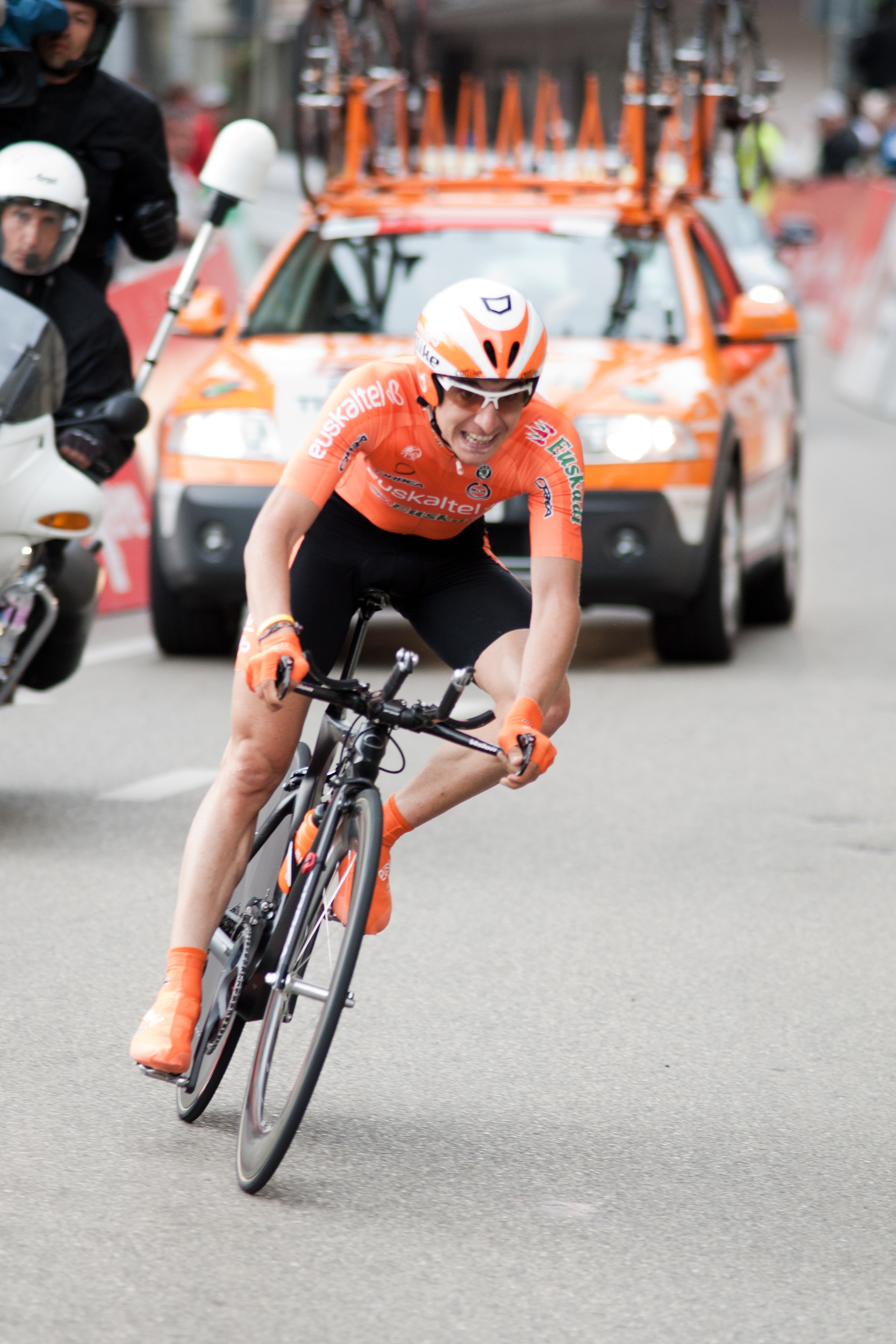
Igor Antón en la contrarreloj del Tour de Romandía 2010.

Tras una dubitativa temporada 2009 en la que no destacó en las Grandes Vueltas y apenas tuvo protagonismo en otras carreras (salvo la victoria en Urkiola) desde el equipo decidieron que preparase únicamente la Vuelta a España aunque también debía estar en buena forma en algunas carreras de primavera. Tras demostrar a finales de marzo que ya había vuelto a un buen nivel en la Volta a Cataluña (donde fue 11.º), ya en abril confirmó dichas prestaciones donde fue segundo de la Klasika Primavera y poco después ganando una etapa en la Vuelta a Castilla y León donde además fue tercero en la contrarreloj de la penúltima etapa consiguiendo así la segunda posición en la general final a menos de un minuto del ganador, Alberto Contador. Poco después destacó en las Clásicas de las Ardenas en las que fue cuarto en la Flecha Valona (tras imponer un fuerte ritmo que rompió el grupo en la subida final al Muro de Huy) y sexto en la Lieja-Bastoña-Lieja. En mayo disputó el Tour de Romandía donde la falta de montaña hizo reducir sus opciones de triunfo pero aun así logró ser el vencedor de la última etapa en la que en principio fue segundo de un reducido grupo formado por Alejandro Valverde, Simon Špilak, Denis Menchov y él mismo pero tras la descalificación de Valverde a causa del Caso Valverde le fue adjudicada la victoria y además esa sanción le hizo ser 10.º en la general final. Para finalizar ese primer ciclo de carreras disputó la Vuelta a Baviera donde fue 9.º.
En las carreras de varios días de aproximación a la Vuelta a España (Vuelta a la Comunidad de Madrid y Vuelta a Burgos) se dejó ver en los puestos delanteros. Ya, en la Vuelta a España, tras un gran comienzo en la que fue ganador de dos etapas y con el maillot rojo de líder, en la 14.ª etapa sufrió una caída, en la que también estuvo involucrado su compañero Egoi Martínez, que le hizo abandonar la carrera. Antes que él, el último corredor en abandonar la Vuelta a España siendo de líder fue Sean Kelly en la edición de 1987 a solo tres días de final. A pesar de en el momento del abandono aún faltar una semana para la finalización de la carrera muchos compañeros de pelotón, directores y periodistas vieron a Antón como gran favorito a ganarla declarando que era el "hombre más fuerte" incluso pronosticando que de no haberse producido la caída habría ganado la ronda española.

#### 2011: Giro de Italia y Vuelta a España como objetivos
En el Giro de Italia, se proclamó ganador de la 14.ª etapa, con final en el Monte Zoncolan, superando al líder Alberto Contador en 33 segundos. Aunque posteriormente Alberto fue desclasificado debido al Caso Contador. Al día siguiente de su victoria sufrió un desfallecimiento y se desentendió de la clasificación general.
Sin embargo, en la Vuelta a España, cuando era un claro favorito para la victoria final, no pudo estar con los mejores en las primeras etapas de montaña. No obstante, en la última semana pudo recuperarse y se adjudicó la 19.ª etapa con final en Bilbao delante de toda su afición. Así, además durante esa última semana fue sexto en el final en el Angliru y quinto en Peña Cabarga.
Sus últimas carreras de la temporada fueron el Tour de Pekín donde se hizo con la clasificación de la montaña y el Giro de Lombardía donde fue 15.º.

#### 2012: Vuelta a España, único objetivo
De cara a que no le ocurriese lo del pasado año centro todo su calendario en llegar en plenas condiciones a la Vuelta a España, no obstante, pretendía mostrar un buen nivel en el mes de abril.
Por fin llegaría la Vuelta y supuestamente llegaba en un muy buen momento, pero en las etapas de montaña paso a un tercer escalón de favoritos perdiendo así su oportunidad de podio y de triunfo, conformándose con un noveno puesto a 14:01 del ganador, Alberto Contador.

#### 2013
Después de su fracaso en la Vuelta a España, puso como objetivos la Vuelta al País Vasco y el tríptico de las Ardenas, pero un desfallecimiento en la cuarta etapa de Vuelta al País Vasco lo dejó a más de 3 minutos del ganador del día Nairo Quintana, que lo dejaría sin oportunidades de triunfo, podio o top 10. Más tarde se muestra mejor en las Ardenas pero lejos de su mejor nivel, siendo su mejor actuación en dichas clásicas el puesto número 9 en la Flecha Valona.

## Palmarés
| 2006 - 1 etapa de la Vuelta a España - Escalada a Montjuic, más 1 etapa 2007 - 1 etapa del Tour de Romandía 2008 - 1 etapa de la Vuelta a Suiza 2009 - Subida a Urkiola | 2010 - 1 etapa de la Vuelta a Castilla y León - 1 etapa del Tour de Romandía - 2 etapas de la Vuelta a España 2011 - 1 etapa del Giro de Italia - 1 etapa de la Vuelta a España 2015 - Vuelta a Asturias, más 1 etapa |

## Resultados en Grandes Vueltas
Durante su carrera deportiva consiguió los siguientes puestos en las Grandes Vueltas:
| Carrera | Carrera         | 2005 | 2006 | 2007 | 2008 | 2009 | 2010 | 2011 | 2012 | 2013 | 2014 | 2015 | 2016 | 2017 | 2018 |
| ------- | --------------- | ---- | ---- | ---- | ---- | ---- | ---- | ---- | ---- | ---- | ---- | ---- | ---- | ---- | ---- |
|         | Giro de Italia  | 83.º | —    | —    | —    | —    | —    | 17.º | —    | —    | 37.º | 38.º | 28.º | 62.º | Ab.  |
|         | Tour de Francia | —    | —    | Ab.  | —    | 66.º | —    | —    | —    | 23.º | —    | —    | —    | —    | —    |
|         | Vuelta a España | —    | 15.º | 8.º  | Ab.  | 33.º | Ab.  | 33.º | 9.º  | 20.º | —    | —    | Ab.  | 35.º | 44.º |

—: no participa

Ab.: abandono

## Equipos
- Euskaltel-Euskadi (2004-2013)
- Movistar Team (2014-2015)
- Dimension Data (2016-2018)